# ベル・モンターニュ・エ・メール
ベル・モンターニュ・エ・メール（Belles montagnes et mer）は、西日本旅客鉄道（JR西日本）が氷見線・城端線で運行する臨時快速列車（観光列車）、ならびに同列車で使用される鉄道車両の愛称である。べるもんたの公式愛称がつけられている。

## 概要
2015年10月より実施される「北陸デスティネーションキャンペーン」に合わせて、北陸新幹線と城端線が接続する新高岡駅を軸とする城端線と氷見線の観光列車として、同年10月10日より運行を開始した。｢走るギャラリー｣のコンセプトを基に、山と海の変化に富んだ両線の美しい車窓を1枚の絵画のように演出するデザインとしている。
高岡駅を起点に城端線は山側に、氷見線は海側に伸びることから、このエリアの特徴である「美しい山と海」をフランス語に訳した「ベル・モンターニュ・エ・メール（Belles montagnes et mer）」を列車名とすることで、国内の旅行客にインパクトを与えるとともに、海外の旅行客への認知をも図っている。
なお、車内には高岡銅器、井波彫刻といった沿線の伝統工芸が飾られ、食のサービスとして、同乗した板前による握りたての寿司や地酒の飲み比べを味わうことができる。「ぷち富山湾鮨セット」（提供区間限定）と「ほろ酔いセット」が提供はそれぞれ、3日前までに着地型ツアーサイト「ＶＩＳＩＴ富山県」での予約が必要となる（当日車内で販売する場合もある）。

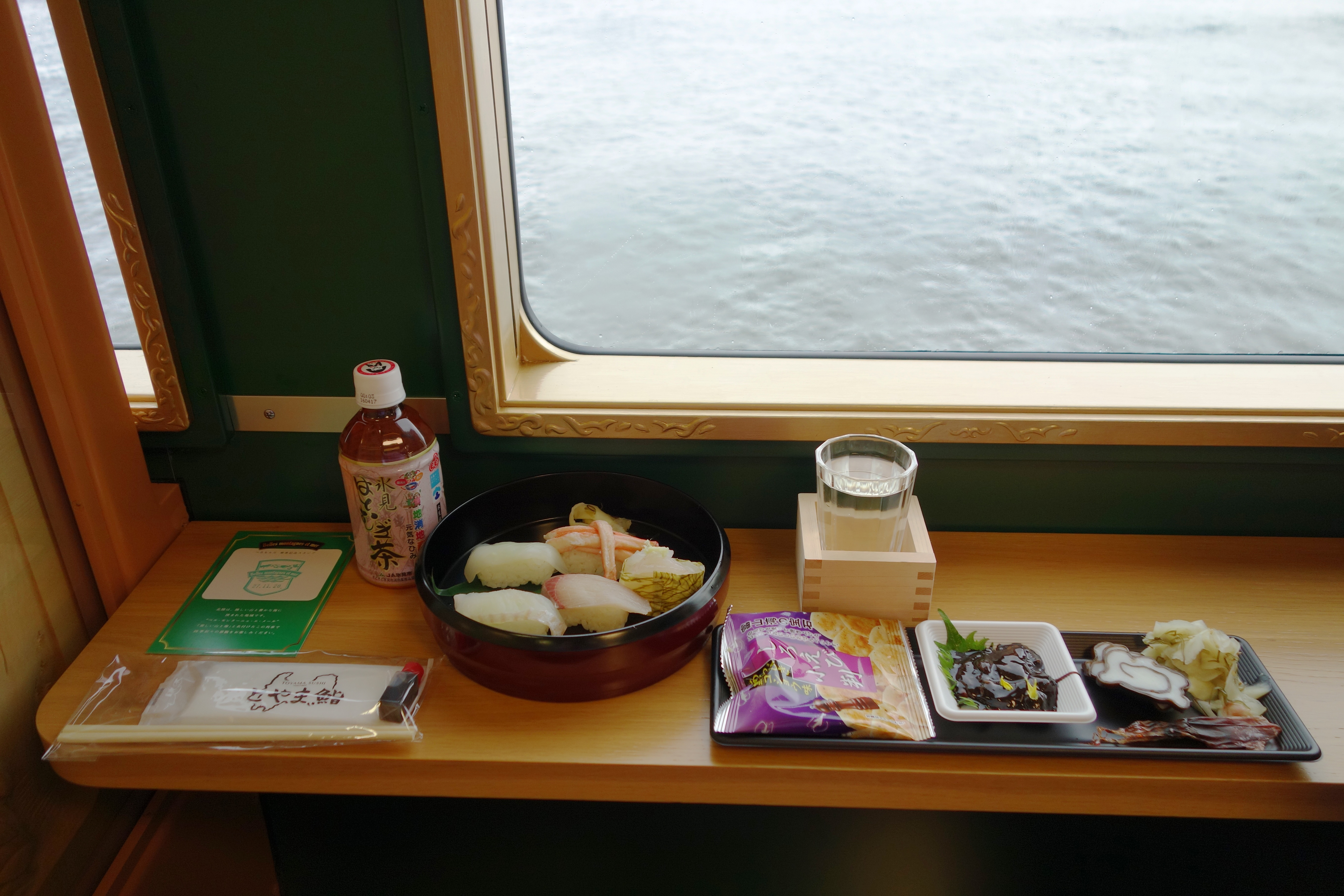
ぷち富山湾鮨セット（左半分）ほろ酔いセット（右半分）

## 運行概況
土曜・日曜を中心に運行される。ダイヤは氷見駅発着のAパターン（日曜）と、城端駅発着のBパターン（土曜）の2つが設定されており、Aパターンは1 - 4号として2往復（1号は砺波駅発、2・3号は新高岡駅発着、4号は高岡駅着）、Bパターンは51 - 54号として高岡駅 - 城端駅間を2往復する。なお、2017年3月4日ダイヤ改正以前は、Aパターンが土曜、Bパターンが日曜で運行されていた。また、2021年7月4日から1号の始発駅が新高岡駅から砺波駅に変更された。
当初は2016年2月末までの運行予定だったが、JR西日本は2月上旬時点で2016年9月までの運行を決め、8月時点では10月以降も運行が行われる予定とされ、それ以降毎年1年毎の期間延長が行われ、2024年2月までは運転されることが決まっている。2020年4月11日から新型コロナウイルス感染予防のため運転を取りやめていたが、8月1日から運転を再開した。
1 - 3号は城端線と氷見線を直通運転するため、高岡駅構内で城端線ホームと氷見線ホームとの間で入換しながら移動する（このため高岡駅での「停車時間」は20 - 30分程度と長くなっている）。構内移動時の乗車は、新高岡駅と氷見線内停車駅（高岡駅を除く）の相互間の乗車券類を持つ乗客のみ可能。

### 停車駅
以下のほか、駅間にある景色の良い箇所で徐行・停車のサービスがある。
氷見駅発着便
新高岡駅 - 高岡駅 - 伏木駅 - 雨晴駅 - 氷見駅
城端駅発着便
高岡駅 - 新高岡駅 - 砺波駅 - 福野駅 - 福光駅 - 城端駅

## 使用車両
キハ40形1両（キハ40 2027）を金沢総合車両所（松任本所）で改造した。
海側になる車体側面の1-3位側の側窓は固定窓に変更され、一部の側窓は拡大されている。車体塗色はダークグリーン（メディアによってはモスグリーンの記載あり）、車体腰部・窓枠部分・前面下部のスカートにはメタリックゴールドが配色されている。また、貫通扉と側面腰部には、ロゴマークが描かれている。
車内は、海側の1-3位側には、前位側に円形テーブルが設置されており、1人掛の木製腰掛が窓向き、テーブルがレール方向に配置され、山側の2-4位側には、中央部に2人掛けのクロスシートと折り畳み式のテーブルを備えた4人掛けのボックスシート、車端部にロングシートが配置されている。4位側の端部にあるトイレは洋式に変更されており、ロングシート部に設置されているつり革のつり手は木製となっている。車内照明は、客室内が天井中央部に円形の照明を設置する形に変更になり、出入口のデッキ付近の蛍光灯には、木製のカバーが取付けられている。また、車内装飾には、南砺市の伝統工芸品である井波彫刻の作品が海側に2つ山側に6つが展示されている。